# Лапалиці
Лапалиці (пол. Łapalice, нім. Lappalitz) — село в Польщі, у гміні Картузи Картузького повіту Поморського воєводства.
Населення — 1017 осіб (2011).

## Демографія
Демографічна структура станом на 31 березня 2011 року:
|          | Загалом | Допрацездатний вік | Працездатний вік | Постпрацездатний вік |
| -------- | ------- | ------------------ | ---------------- | -------------------- |
| Чоловіки | 515     | 141                | 341              | 33                   |
| Жінки    | 502     | 139                | 302              | 61                   |
| Разом    | 1017    | 280                | 643              | 94                   |